# U-1172
U-1172 je bila nemška vojaška podmornica Kriegsmarine, ki je bila dejavna med drugo svetovno vojno.

## Zgodovina
20. aprila 1944 je podmornica začela usposabljanje kot del šolske 8. podmorniške flotilje. Po končanem šolanju posadke je 1. decembra 1944 postala del 11. podmorniške flotilje. 
Podmornica je bila 27. januarja 1945 potopljena v spopadu z britanskimi fregatami HMS Tyler (K 576), HMS Keats (K 482) in HMS Bligh (K 467); umrlo je vseh 52 članov posadke.

## Poveljniki
| Poveljniki |             |                 |                                  |
| Št.        | Čin         | Ime             | Poveljstvo                       |
| 1.         | Nadporočnik | Jürgen Kuhlmann | 20. april 1944 - 27. januar 1945 |

## Tehnični podatki
| Kategorije                                    | Podatki                       |
| --------------------------------------------- | ----------------------------- |
| Teža (t): na površju pod površjem polna Teža  | 769 871 1.070                 |
| Dolžina (m) - tlačni trup (m)                 | 67,1 - 50,5                   |
| Širina (m) - tlačni trup (m)                  | 6,2 - 4,7                     |
| Izpodriv (m)                                  | 4,74                          |
| Višina (m)                                    | 9,6                           |
| Moč (hp): na površju pod podvršjem            | 3.200 750                     |
| Hitrost (vozlov): na površju pod podvršjem    | 17,7 7,6                      |
| Doseg (milja/vozel): na površju pod podvršjem | 8.500/10 80/4                 |
| Torpeda/Torpedne cevi                         | 14/5 (4 na premcu, 1 na krmi) |
| Krovni top (mm)                               | 88 (22 granat)                |
| Mine                                          | 26 TMA                        |
| Posadka                                       | 44-52                         |
| Maksimalni potop (m)                          | 250                           |

## Potopljene ladje
| Datum           | Ime                                            | Država              | Tonaža     | Usoda                               |
| --------------- | ---------------------------------------------- | ------------------- | ---------- | ----------------------------------- |
| 15. januar 1945 | HMS Thane (D 48) (spremljevalna letalonosilka) | Združeno kraljestvo | 11.400 BRT | nepopravljivo poškodovana (torpedo) |
| 15. januar 1945 | Vigsnes (tovorna ladja)                        | Norveška            | 1.599 BRT  | potopljena (torpedo)                |